# Guillaume de Harcigny
Guillaume de Harcigny, né à Laon, vers 1310 et mort le 10 juillet 1393, était un médecin français.

## Médecin

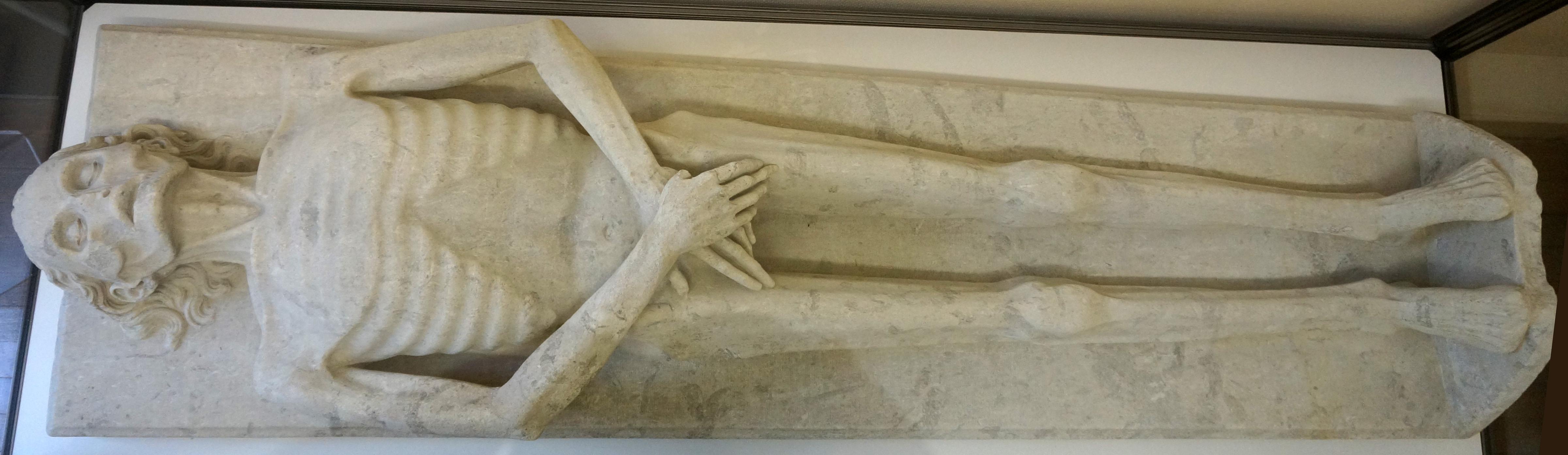
Son transi au musée de Laon.

Il fut le médecin de Charles VI de France. Il fait ses études de médecine auprès d'un chanoine de la cathédrale de Laon et aussi à l'Université de Paris. Son diplôme obtenu, il part pour l'Italie et en Orient où la science est déjà à l'état d'expérience. Ses voyages l'amènent en Syrie, en Palestine et en Égypte. Lors de ses voyages, Guillaume de Harcigny apprend beaucoup sur la médecine de son temps. De retour en France, il s'installe dans sa ville natale de Laon où résident beaucoup de ses confrères. Il devient l'ami d'Enguerrand VII de Coucy qui le présenta au roi après la première crise de démence de Charles VI en la forêt du Mans, le 5 août 1392.

## Le transi
Son gisant transi, montrant le corps du défunt en cours de décomposition, se trouve au musée de Laon et a été restauré en 2003. Il avait laissé par testament de grands biens à l'église de Laon et demandé qu'une sculpture soit faite de son corps un an après son décès. Il était initialement enterré en la chapelle des Cordeliers de Laon. Son tombeau, qui comprenait un sarcophage en marbre noir et des inscriptions en lettres d'or, a été détruit lors de la Révolution française. En 1791, sa ré-inhumation est autorisée et se fait en la cathédrale. En 1841, son corps et son gisant sont exhumés mais le coffre en plomb contenant ses restes est alors égaré. Le conseil de la fabrique fait don du transi pour le musée municipal qui se crée et il est présenté en la chapelle des Templiers. Il se trouve actuellement dans la première salle du rez-de-chaussée, qui lui est dédiée.
Le transi, en pierre d'Hordain ou d'Avesnes, était couvert d'une couche pigmentaire noire. Son bras droit est cassé et il lui manque une partie du repose pied et les orteils. La finesse de la gravure donne un aspect émacié et très réaliste du corps de Guillaume. La couche pigmentaire du début du XXe siècle et les réparations du bras ont été supprimées pour revenir à un aspect plus proche de l'original.

## Sources
- Notice sur Musenor, site des musées des Hauts-de-France
- Françoise Autrand, Charles VI le roi fou.
- Bulletin no 3 de la Société archéologique et historique de Vervins et de la Thiérache, page 8, 1875.